# Suillellus amygdalinus
A Suillellus amygdalinus (anteriormente Boletus amygdalinus) é uma espécie de fungo da família Boletaceae encontrada no oeste da América do Norte. Os basidiomas, ou cogumelos, são caracterizados por seus píleos grossos, vermelhos a marrons, poros vermelhos e a forte reação azulada que ocorre quando o tecido do cogumelo é ferido ou cortado. O píleo pode atingir diâmetro de até 12 cm  e o estipe 9 cm de comprimento por 3 cm de espessura na maturidade. Esse cogumelo foi encontrado em bosques de manzanita e árbuto da região central da Califórnia, ao norte e ao sul do Oregon. Embora a comestibilidade do cogumelo não seja conhecida com certeza, ele pode ser venenoso e não é recomendado para consumo. Outros boletos semelhantes com poros vermelhos, e que ficam azulados quando feridos, da América do Norte, incluindo Rubroboletus eastwoodiae, Boletus luridiformis e B. subvelutipes, podem ser diferenciados do S. amygdalinus pela cor do píleo, pelo grau de reticulação (uma rede de cristas elevadas) no estipe ou pela localização.

## Taxonomia
A espécie foi nomeada Boletus puniceus por Harry D. Thiers em 1965, com base em espécimes que ele encontrou no condado de Napa, Califórnia, em 23 de novembro de 1963. Em 1975, Thiers mudou o nome para Boletus amygdalinus (um nomen nudum), pois descobriu que o epíteto já havia sido usado para um boleto diferente encontrado em Yunnan, China, publicado em 1948. O fungo foi transferido para Suillellus em 2014 depois que a filogenética molecular demonstrou que S. amygdalinus estava em uma linhagem distinta de Boletus.
Em latim, amygdaline significa "relacionado a" ou "semelhante a uma amêndoa".

## Descrição
O Suillellus amygdalinus é um cogumelo grande e sólido com um píleo irregular, convexo a um pouco achatado, que pode atingir diâmetros de 6 a 12 cm na maturidade. A superfície do píleo é seca e emaranhada com fibras; a cor do píleo dos espécimes jovens é vermelha, mas os cogumelos normalmente mudam para tons mais marrons à medida que amadurecem. A margem do píleo começa curvada para dentro e gradualmente se torna curvada para baixo com a idade. Os poros na parte inferior do píleo têm de 0,5 a 1 mm de largura, são angulares e vermelhos ou vermelho-alaranjados, enquanto os tubos têm de 1 a 1,5 cm de profundidade.
O estipe não é reticulado (não possui um padrão de rede) e é de cor amarela, mas geralmente é coberto por pelos vermelhos, especialmente perto da base. O estipe tem a mesma largura em toda sua extensão ou é mais espesso no meio; atinge dimensões de 4 a 9 cm de comprimento por 1 a 3 cm de espessura. A base do estipe é tipicamente curvada. A carne tem de 1 a 2 cm de espessura e cor amarela, mas, como todas as partes do cogumelo, fica azulada imediatamente após ser machucada ou cortada. Tanto o odor quanto o sabor dos cogumelos são suaves.
Embora a comestibilidade do S. amygdalinus não seja conhecida com certeza, as autoridades geralmente recomendam que se evite o consumo de boletos com poros vermelhos e que mancham-se de azul, pois vários deles são venenosos. A espécie foi implicada em um grupo de envenenamentos na Califórnia em 1996-97, mas devido a natureza dos sintomas experimentados, provavelmente houve o consumo de mais de um tipo de cogumelo.

### Características microscópicas

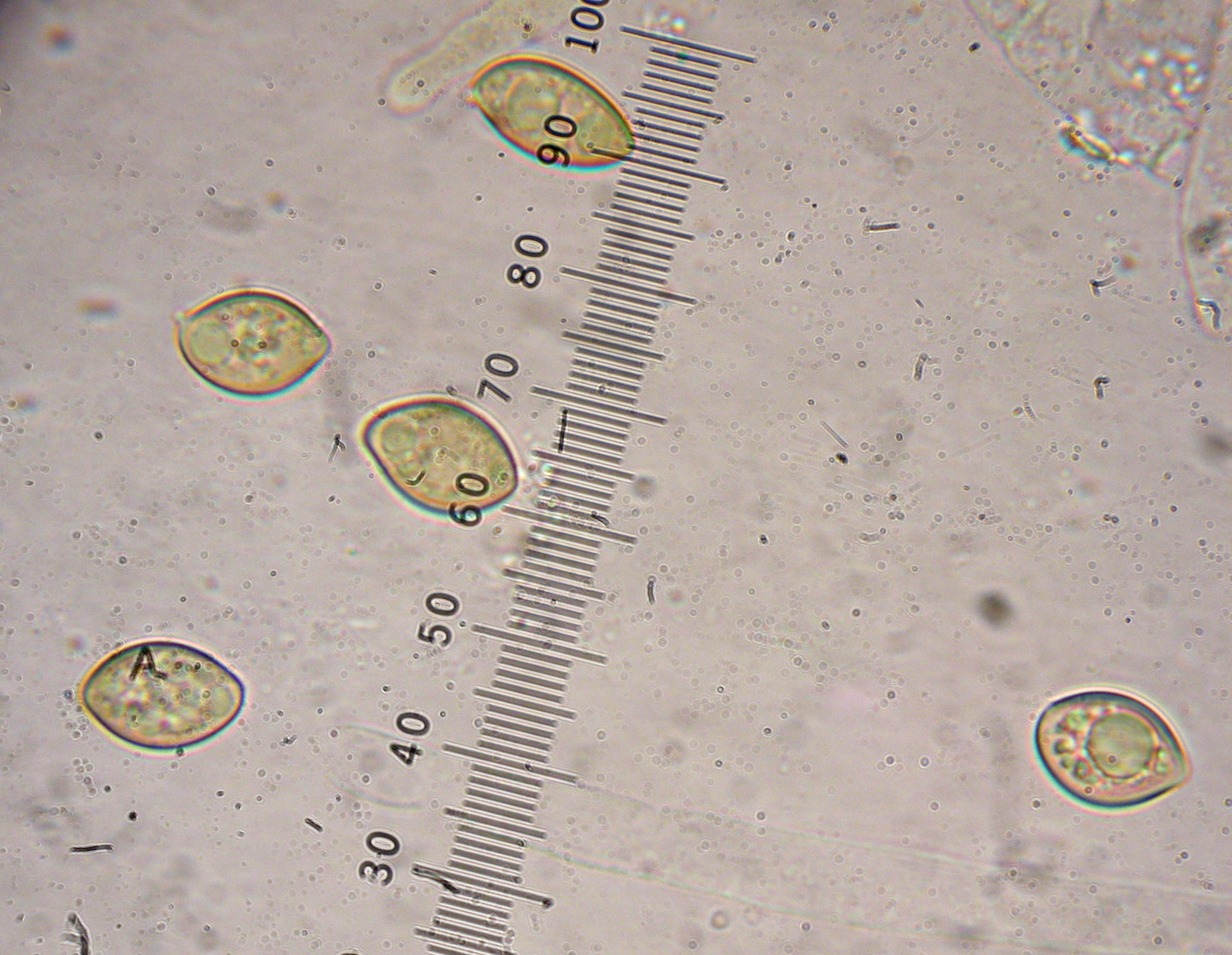
Os esporos elipsoides de paredes espessas contêm vacúolos.

A Suillellus amygdalinus produz uma impressão de esporos marrom-oliva escura. Os esporos têm paredes grossas, são lisos e elipsoides a um pouco fusiformes, com dimensões de 11,2 a 16 por 5,2 a 8 μm. Eles se tornam escuros e ocráceos quando corados com o reagente de Melzer e, devido à presença ocasional de dois grandes vacúolos, podem parecer bicelulares. Os basídios (as células portadoras de esporos) têm formato de taco, contêm numerosos vacúolos e medem de 30 a 35 por 9 a 11 μm. Os cistídios estão presentes nas laterais dos tubos e medem 45 a 54 por 10 a 12 μm. As fíbulas não estão presentes nas hifas.
Vários testes químicos [en] de cor podem ser usados para ajudar a identificar os cogumelos suspeitos de serem S. amygdalinus. Uma gota de hidróxido de potássio (KOH) diluído tornará a carne do píleo laranja escuro, enquanto a pileipellis fica vermelha ou mais escura. A amônia (como hidróxido de amônio, NH4OH) produz um amarelo escuro na carne e marrom no píleo. O sulfato de ferro (II) (FeSO4) não produz nenhuma alteração ou produz uma cor cinza pálida tanto na carne quanto na cutícula do píleo (pileipellis). O ácido clorídrico (HCl) faz com que a carne fique laranja ou rosa, mas não tem reação de cor com a cutícula.

### Espécies semelhantes
Há vários outros boletos com poros vermelhos que ficam azulados quando machucados que podem ser confundidos com o S. amygdalinus. A espécie europeia venenosa Rubroboletus satanas e sua contraparte norte-americana R. eastwoodiae têm píleos de cores mais claras e um padrão reticulado no estipe. A B. subvelutipes é uma espécie altamente variável do leste da América do Norte que inclui o vermelho em sua gama de cores de píleos e tem um revestimento felpudo de pelos perto da base de seu estipe; ela pode representar um grupo de espécies. Outra espécie semelhante é a B. luridiformis, encontrada na América do Norte e no norte da Europa sob árvores de folhas largas e coníferas. Ao contrário da S. amygdalinus, no entanto, a B. luridiformis tem um píleo marrom-escuro a quase marrom-enegrecido e um estipe amarelo com uma densa cobertura de pruinas (pontos) vermelhas. A B. frostii também é semelhante.

## Distribuição e habitat
Os cogumelos Suillellus amygdalinus crescem no chão em grupos ou espalhados. O fungo foi relatado em florestas de madeira de lei de baixa altitude compostas de carvalho, manzanita e árbuto, na Califórnia e no Oregon. A frutificação ocorre após o início das chuvas de outono, geralmente entre outubro e janeiro. O cogumelo pode ser difícil de identificar, pois seu píleo tem coloração semelhante a das folhas da árvore árbuto com a qual está associado e porque o cogumelo está frequentemente enterrado sob as folhas.